# Seznam postav seriálu Battlestar Galactica
Seznam postav seriálu Battlestar Galactica obsahuje hlavní postavy ze všech doposud natočených verzí seriálu.

## Battlestar Galactica (2004)

### Kolonisté
- Lee „Apollo“ Adama (Jamie Bamber) – na počátku seriálu velitel letky Viperů z battlestaru Galactica. Je syn velitele Adamy.[1]
- William „Husker“ Adama (Edward James Olmos) – velitel battlestaru Galactica. Je veteránem první války s Cylony, ve které pilotoval stíhací Viper. Lee „Apollo“ Adama je jeho syn. Po novém zničujícím útoku Cylonů stanul v čele flotily uprchlíků.[2]
- Karl „Helo“ C. Agathon (Tahmoh Penikett) – druhý člen posádky Raptoru pilotky „Boomer“ (cylonka modelu Sharon Valerii). Po útoku na kolonie pomohl dopravit Gaia Baltara na Galacticu a tím ho zachránil.[3]
- Gaius Baltar (James Callis) – geniální designér počítačových systémů, který navrhoval obranné systémy planet Dvanácti koloní. Jeho milenkou byla cylonka řady Number Six. Díky ní Cyloni infiltrovali systém virem, který v okamžiku útoku vypnul veškeré obranné systémy Dvanácti kolonií. Po útoku Baltar uniknul z Capriky a připojil se k uprchlíkům.[4]
- Helena Cainová (Michelle Forbes) – admirálka velící battlestaru Pegasus, druhé lodi tohoto druhu, která přečkala útok na kolonie.[5]
- Dr. Cottle (Donnelly Rhodes) – hlavní lékařský důstojník battlestaru Galactica. Po útoku zůstal jediným vystudovaným lékařem na Galactice.[6]
- Anastasia „Dee“ Dualla (Kandyse McClure) – technická pracovnice v  bojovém informačním centru lodi Galactica (CIC).[7]
- Felix Gaeta (Alessandro Juliani) – poručík sloužící na lodi Galactica. Zodpovídá za lodní nadsvětelný pohon („FTL“ pohon).[8]
- Jack Fisk (Graham Beckel) – první důstojník battlestaru Pegasus, později jeho velitel.[9]
- Billy Keikeya (Paul Campbell) – asistent ministryně Laury Roslinové, která se po cylonském útoku stala prezidentkou.[10]
- Laura Roslinová (Mary McDonnell) – politička, v době cylonského útoku ministryně školství koloniální vlády pobývající zrovna na lodi Galactica. Po útoku se stala novou prezidentkou kolonií, přestože byla v následnictví 43. v pořadí. Ostatní zahynuli.[11]
- Ellen Tighová (Kate Vernon) – manželka plukovníka Saula Tighe, prvního důstojníka lodi Galactica.[12]
- Saul Tigh (Michael Hogan) – první důstojník lodi Galactica a přítel velitele lodi Billa Adamy.[13]
- Kara „Starbuck“ Thrace (Kathryn Ann Sackhoff) – pilotka Viperu na lodi Galactica.[14]
- Galen „Chief“ Tyrol (Aaron Douglas) – technik starající se o stíhací Vipery lodi Galactica.[15]
- Tom Zarek (Richard Hatch) – bývalý politický vězeň, později populistický politik.[16]

### Cyloni
- Model 1 – „Bratr Cavil“ (Dean Stockwell)[17]
- Model 2 – „Leoben Conoy“ (Callum Keith Rennie)[18]
- Model 3 – „D'Anna Biers“ (Lucy Lawless)[19]
- Model 4 – „Simon“ (Rick Worthy)[20]
- Model 5 – „Aaron Doral“ (Matthew Bennett)[21]
- Model 6 – „Caprica Six“ (Tricia Helfer)[22]
- Model 7 – „Daniel“ (v seriálu se o něm pouze hovoří) – vyroben jen jeden kus. Jeho replikaci zabránil ze žárlivosti představitel modelu 1.
- Model 8 – „Sharon Valerii“ (Grace Park)[23]
- Hybrid (Model 0) (Tiffany Lyndall-Knight) – biomechanický centrální počítač mateřských lodí Cylonů s lidskou podobou.[24]